# 耶律彦温
耶律彦温，辽朝官员，出自耶律氏。
耶律彦温在传世文献中未载，在他的亲家张馆的墓志铭里提及他的官爵。耶律彦温约在辽道宗、天祚帝时，担任守太子太傅、兼侍中、判武定军节度使事、开国公。其次子耶律筠担任殿中少监、大理寺知正、鸿胪少卿、北面主事。耶律筠先娶张馆（张嗣复之女）和马直温的女儿马枢哥，封成阳县君；再娶马枢哥的妹妹马省哥，封咸阳县君。。